# Manuel Capetillo de Flores
Manuel Capetillo Jr. (Ciudad de México, 8 de agosto de 1956) es un torero y actor mexicano.

## Biografía
Creció en un ambiente torero y habituado a la exposición pública por ser hijo del conocido torero y actor mexicano Manuel Capetillo. 
Debutó como novillero en Plaza México el 18 de septiembre de 1977. Tomó la alternativa en El Paseo (San Luis Potosí) el 1 de enero de 1981 siendo su padrino Manuel Capetillo y testigo Guillermo Capetillo con toros de Javier Garfias. A principios de los años 80 inició su carrera como actor, interviniendo en telenovelas como Seducción o Soledad, y numerosas películas hasta mediados de los años 90. Confirmó la alternativa en Plaza México el 10 de julio de 1983 siendo su padrino Mariano Ramos José Alonso de testigo, con toros de Reyes Huerta.
En 1994, tras una depresión, se convirtió al catolicismo y en un gran devoto del Rosario. Desde entonces se dedicó a viajar por América dando su testimonio como conferenciante o ponente católico.

## Vida privada
El divorcio de sus padres marcó su infancia, distanciándose de su madre Sara de Flórez, hija de la actriz Marilú Elizaga, durante 15 años. Sus hermanos son el actor Guillermo Capetillo, también torero, y Eduardo Capetillo, cantante y actor.